# Suuri-Kulkevainen
Suuri-Kulkevainen är en ö i Finland. Den ligger i sjön Viinijärvi och i kommunen Polvijärvi i den ekonomiska regionen  Joensuu ekonomiska region  och landskapet Norra Karelen, i den sydöstra delen av landet, 400 km nordost om huvudstaden Helsingfors. Öns största längd är 1,1 kilometer i sydöst-nordvästlig riktning.